# Роща-Ёль (приток Нижнего Двойника)
Роща-Ёль — река в России, течёт по территории Ижемского района Республики Коми. Устье реки находится в 60 км по правому берегу реки Нижний Двойник. Длина реки составляет 21 км.

## Данные водного реестра
По данным государственного водного реестра России относится к Двинско-Печорскому бассейновому округу, водохозяйственный участок реки — Печора от впадения реки Уса до водомерного поста Усть-Цильма, речной подбассейн реки — Печора ниже впадения Усы. Речной бассейн реки — Печора.
Код объекта в государственном водном реестре — 03050300112103000074987.